# Kampenwand
Kampenwand là một ngọn núi tại vùng núi Chiemgauer Alpen, Bayern, Đức.
Vào mùa đông tại đây có một vùng đi trượt tuyết nhỏ, mùa hè là khu vực cho những người chơi dù lượn hay diều lượn. Núi nầy cũng được những người leo núi, đi dạo và đi xe đạp lên núi ưa thích.

## Tên đặt
Tên này được đặt vì tường đá này có dạng của mồng gà.

## Vị trí
Đỉnh núi cao 1669 m thuộc vùng Hohenaschau của làng Aschau, gần đó là rừng Schlechinger của làng Schleching. Đỉnh Geigelstein cách đó 6 km, dưới chân núi ở phía Bắc là làng Bernau am Chiemsee. Hồ Chiemsee cách đó 8 km đường chim bay về phía Bắc.

## Đỉnh núi
- Kampenwand Hauptgipfel 1669 m
- Kampenwand Ostgipfel 1664 m với thánh giá cao 12 m
- Hochplatte ca. 1580 m
- Scheibenwand 1598 m
- Sulten 1486 m
- Gedererwand 1351 m
- Haindorfer Berg 1122 m
- Adersberg 991 m

## Xe cáp

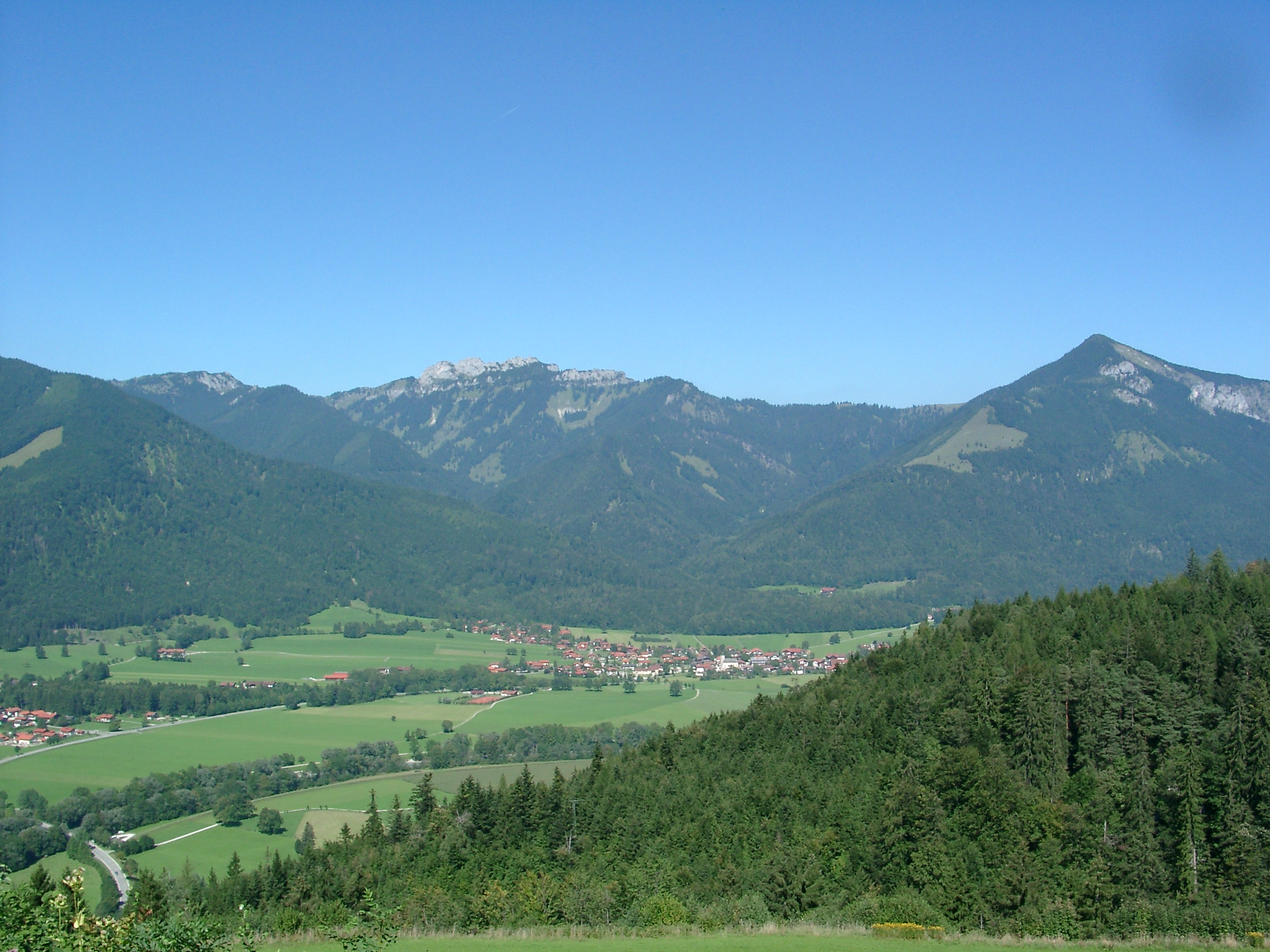
Schleching với Kampenwand

Từ Aschau có xe cáp Kampenwandbahn được xây 1957 kéo lên núi. Trạm ở dưới đồng bằng cao khoảng 620 m và trạm trên núi 1470 m. Xe cáp cho 4 người mất 14 phút để lên núi.

Hệ thống xe cáp có thể chở 300 người trong vòng 1 tiếng.

Chung quanh trạm trên núi có nhiều nông trại bán thức ăn.

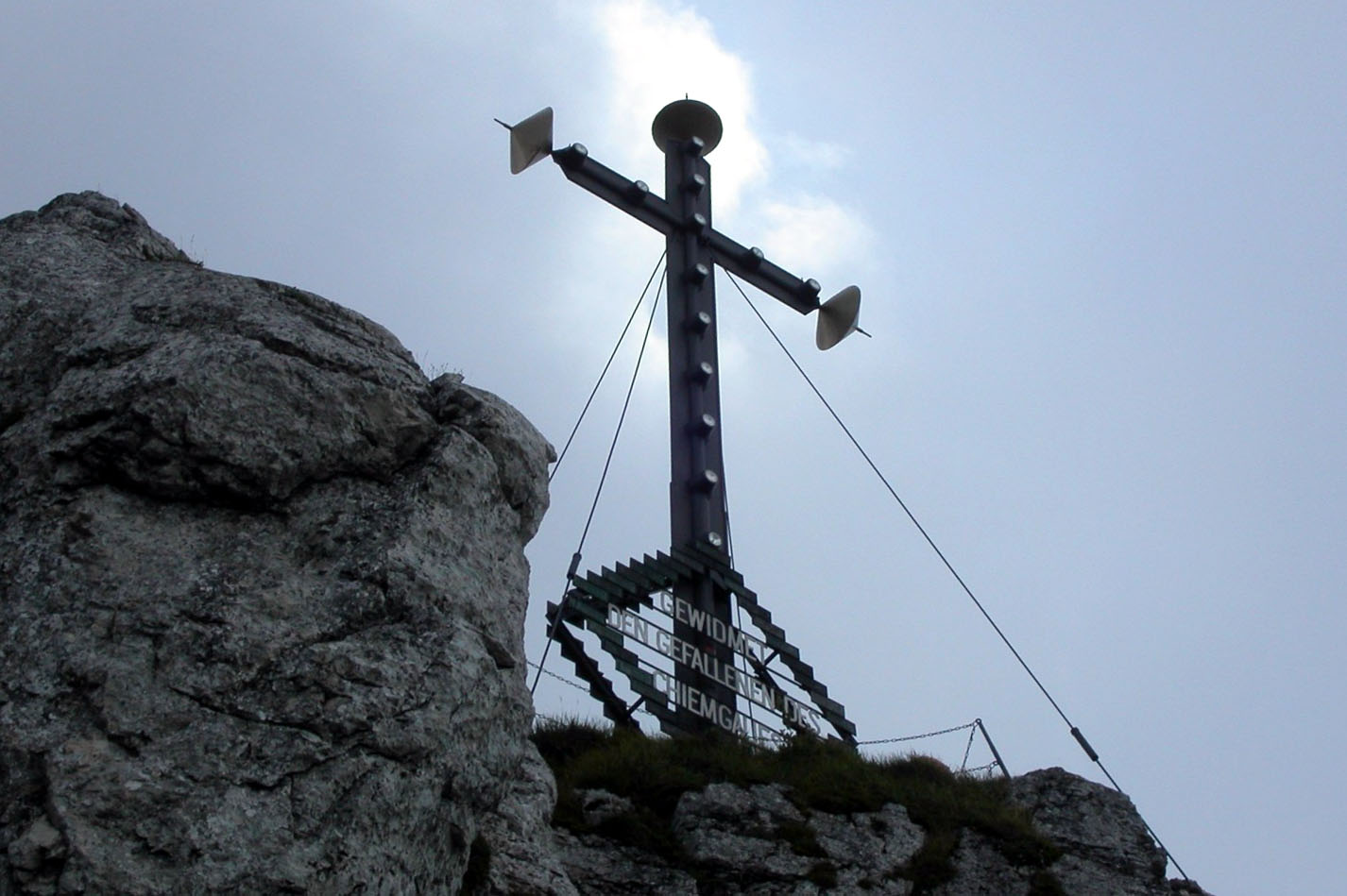
Thánh giá tại đỉnh